# Jethro Tull

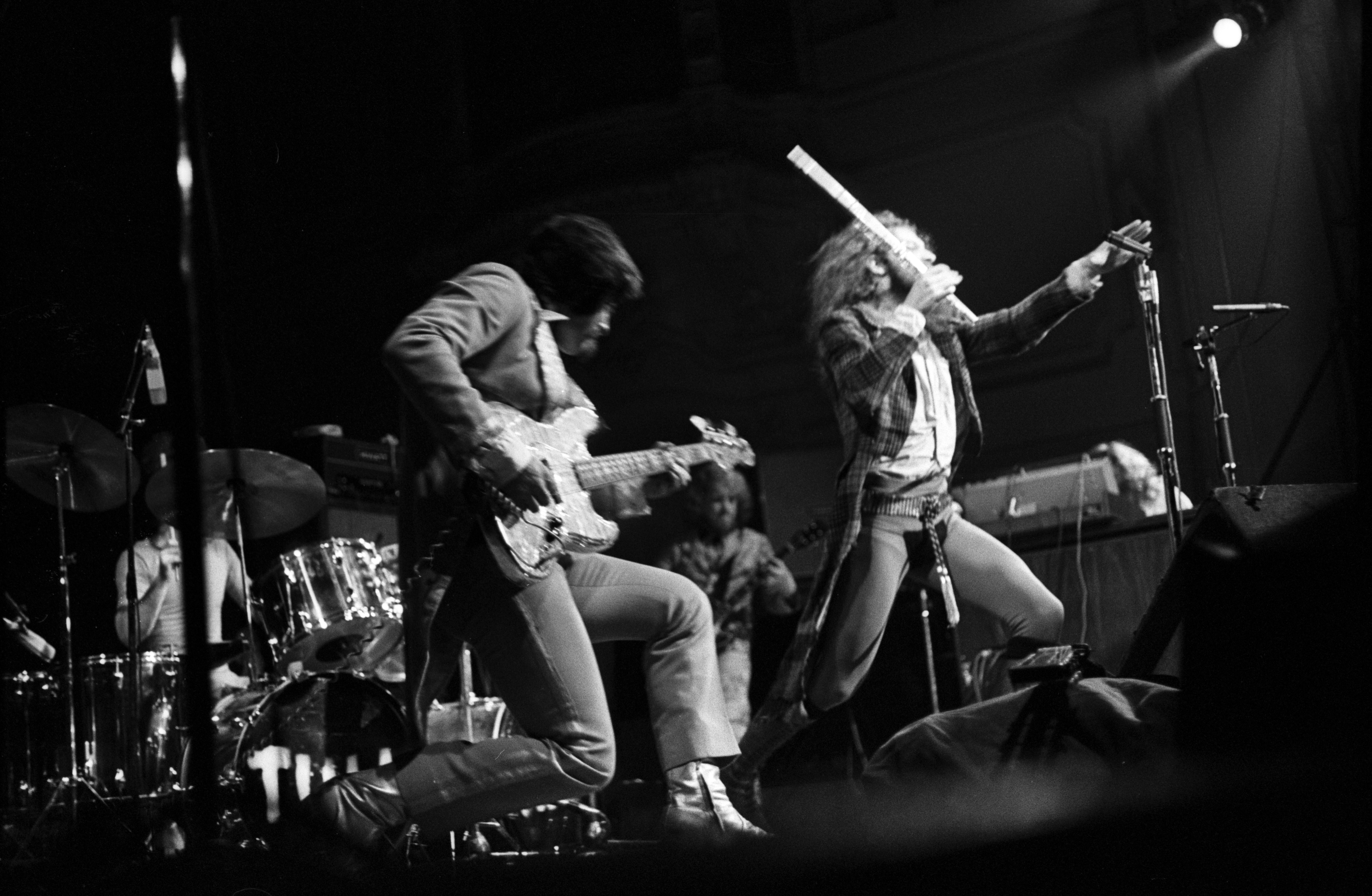
Koncert w Hamburgu w 1973 r.

Jethro Tull – brytyjski zespół rockowy reprezentujący style: blues rock, folk rock, progresywny rock i hard rock.
Nazwa zespołu pochodzi od nazwiska żyjącego na przełomie XVII i XVIII wieku angielskiego agronoma.

## Historia grupy
Grupa została założona w 1967 roku. Skład zespołu zmieniał się na przestrzeni lat, lecz jego filarem, nadającym mu kształt artystyczny, pozostaje cały czas ekstrawagancki lider – flecista Ian Anderson. Grupa wypracowała charakterystyczne brzmienie oparte na rytmicznej grze perkusji, basu, gitary prowadzącej i instrumentów klawiszowych, sporadycznie grających melodyjne riffy, połączone z wibrującym dźwiękiem fletu i bardzo charakterystycznym, załamującym się śpiewem Andersona. Teksty piosenek są bardzo poetyckie, często ironiczne i prowokacyjne.
W pierwszych latach działalności zespół grał popularny wtedy white blues, na skutek czego powstały płyty This Was i Stand Up oraz brytyjski folk rock, który z kolei usłyszeć mamy okazję na trzecim albumie studyjnym Benefit. W roku 1971 grupa, zmierzając w kierunku hard rocka i wzorując się częściowo na bardzo popularnym wtedy Led Zeppelin, stworzyła album Aqualung. W 1972 roku zespół wszedł w nurt rocka progresywnego. Tak powstał album Thick as a Brick, a później A Passion Play. Lata te można określić mianem „złotego okresu” zespołu, ponieważ nagrane potem albumy nie odniosły już tak dużych sukcesów. Ostatni z wyżej wymienionych longplayów spotkał się z dużą dawką krytyki ze strony dziennikarzy, z kolei następne – War Child (pierwotnie Ian chciał nakręcić film o tym samym tytule) i Minstrel in the Gallery – nie przypadły do gustu fanom zespołu. Czasy te zostają podsumowane wydanym w 1976 roku albumem Too Old to Rock ’n’ Roll: Too Young to Die!, który w początkowych zamierzeniach Andersona miał być musicalem.
Zainteresowanie wzbudziły wydane w latach 1977 i 1978, jakby na przekór rewolucji punkowej, ambitne i inspirowane szkocką muzyką ludową płyty Songs from the Wood i Heavy Horses. Najtrudniejszy dla zespołu okres przypada na longplaye Stormwatch oraz A stworzone na bazie gatunku new romantic. Spektakularnych sukcesów nie odniosły także kolejne albumy, aż do pojawienia się Crest of a Knave (1987), wzorowanego na muzyce tworzonej przez zespół Dire Straits. Dzięki temu albumowi zespół otrzymał nagrodę Grammy w kategorii „najlepsza grupa heavymetalowa”, co dla wszystkich członków było dużym zaskoczeniem. Na kolejnych krążkach zespołu (Roots to Branches i J-Tull Dot Com) można wyczuć inspirację muzyką Dalekiego Wschodu. We wszystkich jednak nagraniach łatwo daje się zauważyć folkowe, celtyckie korzenie grupy i jej szkockiego lidera.
Przez wielu za najlepszy album zespołu uważany jest Aqualung z 1971 roku, zawierający w drugiej części utwory poświęcone rozważaniom Andersona o religii, w pierwszej poświęcony kloszardom (tytułowy „Aqualung”). Kolejna płyta, Thick as a Brick z 1972 roku, to jedna 40-minutowa poetycka suita rockowa, podobnie jak wydana po niej A Passion Play z 1973 roku. Pierwsza progresywno-rockowa płyta zespołu stała się wzorem dla kolejnych twórców albumów koncepcyjnych.

## Skład

### Obecny skład
- Ian Anderson – śpiew, flet, gitara akustyczna, mandolina, buzuki, harmonijka ustna, ukulele
- Martin Barre – gitara
- David Goodier – gitara basowa
- John O’Hara – instrumenty klawiszowe, akordeon
- Florian Opahle – gitara
- Scott Hammond – perkusja
- Ryan O’Donnell – śpiew

### Byli członkowie
- Mick Abrahams – gitara, śpiew
- Glenn Cornick – gitara basowa
- Jeffrey Hammond-Hammond – gitara basowa
- John Glascock – gitara basowa, śpiew
- Dave Pegg – gitara basowa, mandolina, śpiew
- Matt Pegg – gitara basowa
- Jonathan Noyce – gitara basowa
- John Evan – instrumenty klawiszowe
- David Palmer – instrumenty klawiszowe, aranżacje orkiestrowe
- Eddie Jobson – instrumenty klawiszowe, skrzypce
- Peter John Vetesse – instrumenty klawiszowe, śpiew
- Don Airey – instrumenty klawiszowe
- Martin „Maart” Allcock – instrumenty klawiszowe, gitara
- Andrew Giddings – instrumenty klawiszowe, akordeon
- Clive Bunker – perkusja
- Barriemore Barlow – perkusja
- Mark Craney – perkusja
- Gerry Conway – perkusja
- Paul Burgess – perkusja
- David Mattacks – perkusja

### Obecni współpracownicy
- Florian Opahle – gitara
- Kit Morgan – gitara

### Dawni współpracownicy
- Maddy Prior – śpiew
- Angella Allen – śpiew
- Najma Akhtar – śpiew
- Tony Iommi – gitara
- Steve Bailey – gitara basowa
- John 'Rabbit' Bundrick – instrumenty klawiszowe
- Foss Patterson – instrumenty klawiszowe
- Daryll Way – skrzypce
- Ric Sanders – skrzypce
- Phil Collins – perkusja
- Scott Hunter – perkusja
- Marc Parnell – perkusja

## Dyskografia

### Albumy studyjne
- 1968 This Was
- 1969 Stand Up
- 1970 Benefit
- 1971 Aqualung
- 1972 Thick as a Brick
- 1973 A Passion Play
- 1974 War Child
- 1975 Minstrel in the Gallery
- 1976 Too Old to Rock ’n’ Roll: Too Young to Die!
- 1977 Songs from the Wood
- 1978 Heavy Horses
- 1979 Stormwatch
- 1980 A
- 1982 The Broadsword and The Beast
- 1984 Under Wraps
- 1987 Crest of a Knave
- 1989 Rock Island
- 1991 Catfish Rising
- 1995 Roots to Branches
- 1999 J-Tull Dot Com
- 2003 The Jethro Tull Christmas Album
- 2012 Thick as a Brick 2 (jako Jethro Tull’s Ian Anderson)
- 2022 The Zealot Gene
- 2023 RökFlöte[4]
- 2025 Curious Ruminant[5]

### Albumy koncertowe
- 1978 Bursting Out: Jethro Tull Live
- 1990 Live at Hammersmith 1984
- 1992 A Little Light Music
- 1995 In Concert
- 2002 Living with the Past (CD, DVD)
- 2004 Nothing Is Easy – Live at the Isle of Wight 1970 (CD, DVD)
- 2005 Aqualung Live

### Albumy kompilacyjne
- 1972 Living In The Past
- 1976 M.U. The Best Of Jethro Tull
- 1977 Repeat: The Best Of Jethro Tull
- 1985 Original Masters
- 1988 20 Years Of Jethro Tull (box)
- 1993 25th Anniversary Box Set (box)
- 1993 Anniversary Collection
- 1993 Nightcap
- 1997 Through The Years
- 2001 The Very Best Of Jethro Tull
- 2007 The Best Of Acoustic Jethro Tull